# バルベーロー
バルベーロー（Barbēlō、古代ギリシア語: Βαρβηλώ）は、グノーシス主義の宇宙進化論において、最初に起こった神の流出とされるもの。バルベーローはしばしば最高の女性原理として描かれている。この人物は、「母-父」（彼女の外見が両性具有であることを示唆している）、「最初の人間」、「永遠のアイオーン」と呼ばれている。 いくつかのグノーシス主義者の間で、彼女の重要性が顕著であったため、いくつかの宗派はバルベーロー派（Barbeliotae）、バルベーロー崇拝者（Barbēlō worshippers）、またはバルベーローグノーシス主義者（Barbēlōgnostics）と呼ばれた。